# فرت هنکک (تکزاز)
فورت هنکاک (به انگلیسی: Fort Hancock) یک منطقهٔ مسکونی در ایالات متحده آمریکا است که در شهرستان هادسپت، تگزاس واقع شده‌است. فورت هنکاک ۴۹٫۷ کیلومتر مربع مساحت و ۱٬۷۵۰ نفر جمعیت دارد و ۱٬۰۹۱ متر بالاتر از سطح دریا واقع شده‌است.